# Lipník (ort i Tjeckien, Vysočina)
Lipník är en ort i Tjeckien.   Den ligger i regionen Vysočina, i den sydöstra delen av landet, 150 km sydost om huvudstaden Prag. Lipník ligger 480 meter över havet och antalet invånare är 332.
Terrängen runt Lipník är platt. Runt Lipník är det ganska glesbefolkat, med 40 invånare per kvadratkilometer. Närmaste större samhälle är Třebíč, 9,3 km nordväst om Lipník. Trakten runt Lipník består till största delen av jordbruksmark.